# Гуамучиль
Гуамучиль (исп. Guamúchil) — город и административный центр муниципалитета Сальвадор-Альварадо в Мексике, в штате Синалоа. Численность населения, по данным переписи 2010 года, составила 63743 человека.

## Общие сведения
Название Guamúchil с языка науатль можно перевести как место, где растёт манильский тамаринд.
Город был основан как асьенда в 1699 году под названием Сан-Педро-де-Гуамучиль.
В 1968 году Гуамучиль получил статус города.